# Jamaique Vandamme
Jamaique Vandamme est un footballeur belge né le 1er août 1985 à Ostende. Depuis juillet 2015, il joue au KMSK Deinze, en Division 2 belge, au poste d'ailier.